# Tracey Melesko
Tracey Melesko (...) è un'ex atleta paralimpica canadese. Atleta con handicap mentale, ha gareggiato nelle corse di velocità categoria T20 e nel salto in lungo.

## Biografia
Melesko ha vinto due medaglie d'argento ad Atlanta 1996 nella gara dei 200 metri e nel salto in lungo, e una medaglia di bronzo a Sydney 2000 nei 200 metri piani.

## Palmarès
| Anno | Manifestazione     | Sede    | Evento            | Risultato | Prestazione | Note |
| ---- | ------------------ | ------- | ----------------- | --------- | ----------- | ---- |
| 1996 | Giochi paralimpici | Atlanta | 200 m piani MH    | Argento   | 26"79       |      |
| 1996 | Giochi paralimpici | Atlanta | Salto in lungo MH | Argento   | 4,80 m      |      |
| 2000 | Giochi paralimpici | Sydney  | 200 m piani T20   | Bronzo    | 27"24       |      |